# Soknedal Station
Soknedal Station (Soknedal stasjon) er en tidligere jernbanestation på Dovrebanen, der ligger i byområdet Soknedal i Midtre Gauldal kommune i Norge.
Stationen blev åbnet officielt 20. december 1921 sammen med den sidste del af banen mellem Dombås og Støren. Betjeningen med persontog var indstillet fra 30. maj 1965 til 26. maj 1968. Stationen blev fjernstyret 24. juni 1968 og gjort ubemandet 1. juli samme år. Betjeningen med persontog blev indstillet for anden gang 31. august 1970 men genoptaget nok engang fra 29. august 1993 til 11. juni 2000. Siden da har stationen fungeret som krydsningsspor.
Stationsbygningen blev opført efter tegninger af Gudmund Hoel og Jens Flor. Bygningen er fredet.
I en kort periode fra 23. december 1915 efter at strækningen mellem Berkåk og Støren stod færdig, blev stationen drevet provisorisk under navnet Gynneld